# Faxaflói
Faxaflói är en bukt på västra Island mellan de båda halvöarna Snæfellsnes och Reykjanes. Fjordarna Borgarfjörður, Hvalfjörður och Kollafjörður ligger längs den östra delen av denna bukt. Vid Kollafjörður ligger huvudstaden Reykjavik.